# Хемотаксономия
Хемотаксономия — раздел науки таксономии, в которой живые организмы (главным образом растения) классифицируются в зависимости от сходств и различий их биохимического состава. Основным критерием разделения организмов являются вторичные метаболиты, которые организмы вырабатывают в эволюционно сложившимся цикле обмена веществ, а также различные пути метаболизма, регулируемые специфическими ферментами. Сходная хемотаксономии наука называется «хемосистематика», основанная на биохимических характеристиках эволюционного развития организмов.
Так как некоторые химические вещества могут быть найдены в природе только в организмах определенных видов, родов, семейств или порядков, это может также, в дополнение к морфологии, служить основой для возможной их классификации. Например, флоридзин в яблоках, тауриновая кислота в сем. Пикрамниевые, колхицин в сем. Лилейные, ликорин в сем. Амариллисовые, примин в первоцвете, бетацианин (азотсодержащий краситель свёклы) в порядке Гвоздичноцветные.
В связи с усовершенствованием методов анализа, соединения, которые раньше были найдены только в определенных растениях, сегодня известны в раздичных других растениях в малых количествах. Например, никотин, который в довольно большом количестве (4 %) содержится в растениях рода Nicotiana знаменит прежде всего потому, что находится в листьях курительного табака, Nicotiana tabacum. Никотин был обнаружен и в растениях других родов, отличных от Nicotiana. Ранее это было неизвестно.
Можно сказать, что сегодня хемотаксономия как наука переживает возрождение, так как активно изучаются ДНК хлоропластов. Случается, что группа растений признается родственной на основе сходств в ДНК и в этих же растениях обнаруживают сходные вторичные метаболиты. Если раньше говорили, что определенные вещества могут быть найдены в природе только в царстве растений, то сегодня говорят о том, что они могут быть найдены в строго определенной группе растений.
Важной работой в области хемотаксономии является «Хемотаксономия Растений» Роберта Хегнауэра (Robert Hegnauer), состоящая из тринадцати частей. В этой работе он описывает для каждого семейства происхождение, способ производства и биосинтез вторичных метаболитов. Другие, менее масштабные работы по этой теме: «Chemical Plant Taxonomy» (Химическая таксономия растений) Тони Суэйна (Tony Swain) и «Systematik des Pflanzenreichs: Unter besonderer Berücksichtigung chemischer Merkmale und pflanzlicher Drogen» (Систематика Царства Растений: с учётом химических характеристик и растительных препаратов) авторства Дитриха Фроне (Dietrich Frohne) и Уве Йенсена (Uwe Jensen). Посвящённый этой теме, издается журнал под названием «Biochemical Systematics and Ecology» (Биохемическая систематика и Экология).

## Род Зверобой
На примере рода Зверобой (Hypericum L.) хорошо видны хемотаксономические различия. Английский ботаник Норман Робсон в своем труде (1977—2012) делит род на 30 секций, включая подсекции. Разделение осуществляется по 3 признакам: географическому, морфологическому и биохимическому. Основная идея разделения состоит в том, что растения относящиеся к одной секции производят в процессе биосинтеза вещества определенной природы, которые структурно отличаются от веществ, находимых в растениях рода Зверобой других секций. Так, например, вид Hypericum perforatum, относящийся к секции 9 накапливает бициклический полипренилированный ацилфлороглюцинол гиперфорин. Виды, относящиеся к секции 30 не накапливают бициклические флороглюцинолы и т. д.